# Flatdal
Flatdal är en kyrkby i Seljords kommun i Telemark fylke i södra Norge. Byn ligger i dalgången med samma namn, vid fylkesväg 3420 (gamla sträckningen av Europaväg 134) och ån Flatdøla. Här finns Flatdals kyrka.

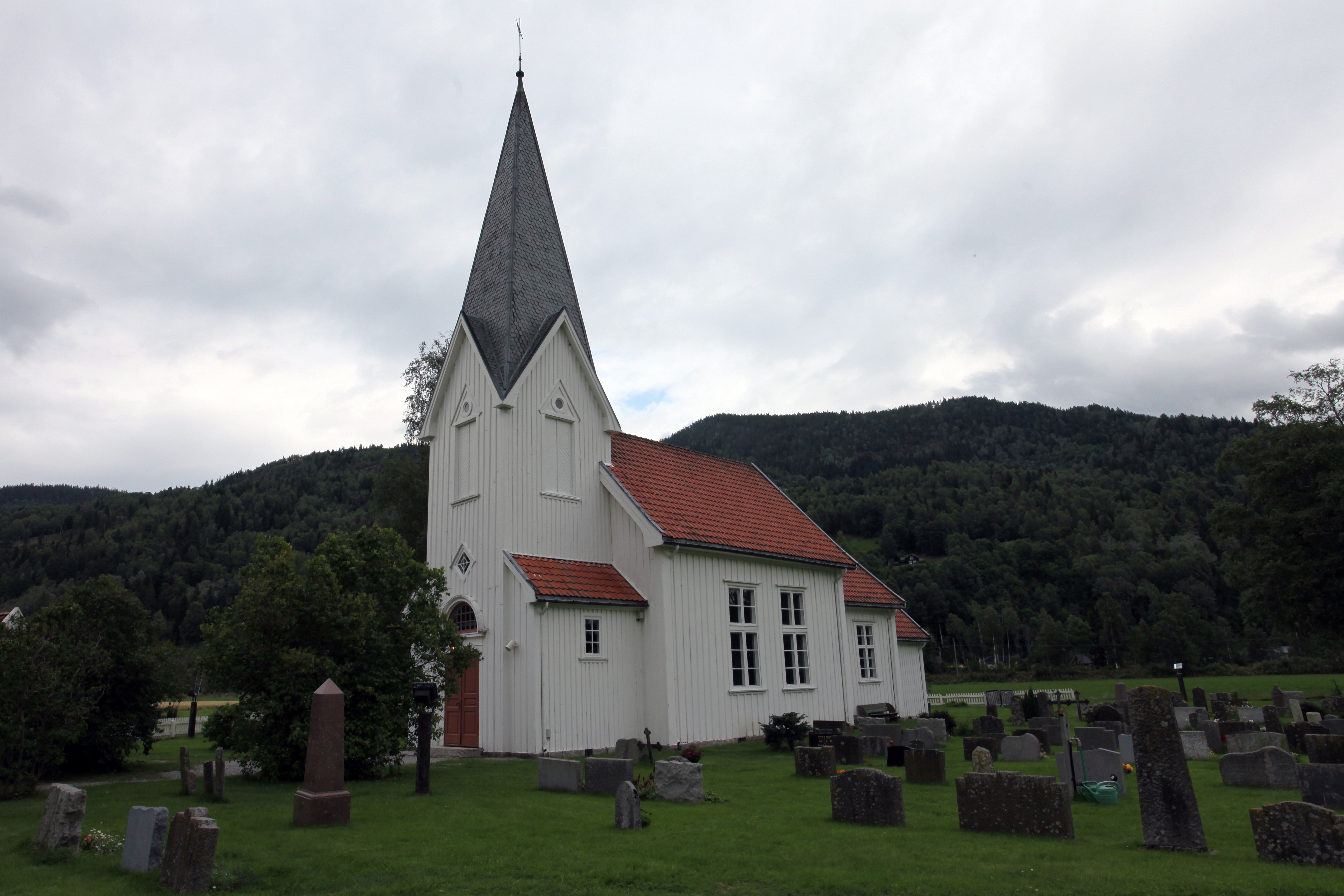
Flatdals kyrka.